# Sportsdrik
Sportsdrik er en drik som indeholder næringsstoffer. Den bruges ofte af sportsfolk under træning og konkurrencer, med det formål at erstatte den væske og de mineraler, som tabes under hård fysisk udfoldelse, og tilføre energi i form af f.eks. kulhydrater. Der findes en lang række kommercielle produkter, som indeholder bl.a. husholdningssalt og sukker, og ofte fås de som et pulver der skal blandes op i vand.